# متعضيات نافعة

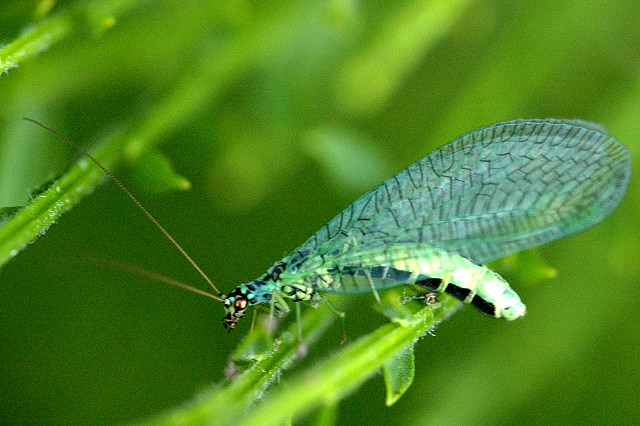

المتعضيات النافعة، في الزراعة والبستنة، هي متعضية (كائن حي) تفيد عملية النمو، ومنها: الحشرات والعنكبيات والأنواع الأخرى من الحيوانات والنباتات والبكتيريا والفطريات والفيروسات والديدان الأسطوانية. وتشمل فوائدها: مكافحة الآفات والتأبير (التلقيح) والحفاظ على صحة التربة. وعكس المتعضيات النافعة هي الآفات، وهي عبارة عن متعضيات تعتبر ضارة لعملية النمو.

## متعضية نافعة أم آفة
يعد التمييز بين كون المتعضية نافعة أم آفة اعتباطيًا، حيث إنه يتم بصورة فردية عن طريق فحص تأثير متعضية معينة في موقف نمو محدد.

### الحشرات
قد تتضمن الحشرات النافعة حشرات مفترسة (مثل الخنافس المنقطة) من الآفات، والملقحات (مثل النحل الذي يعد جزءًا هامًا من دورة النمو للعديد من المحاصيل). ويتم استئناس واستخدام بعض أنواع الحشرات بصورة متزايدة للتدخل حينما يفشل التلقيح الطبيعي أو إذا كان التحكم البيولوجي غير كافٍ، وعادة ما ينتج ذلك عن الاضطرابات التي يحدثها الإنسان في توازن الطبيعة.

### الديدان الأسطوانية
تعد بعض الديدان الأسطوانية نافعة في تدمير والحد من عدد اليرقات الضارة بالمحاصيل والنباتات الأخرى أو المدمرة لها. وعادةً ما تستخدم في البستنة العضوية لقدرتها على قتل أنواع متنوعة من اليرقات الضارة (بعوض الفطر ويرقات البراغيث والعث العنكبوتي والسوس والديدان اليرقانية وديدان الجذور والدودة القارضة وغيرها).

### الكائنات الدقيقة
تعتبر العديد من الكائنات الدقيقة في التربة هي المسئولة عن إعادة تدوير العناصر الغذائية (إحدى الطرق عبر بقايا النباتات المتحللة) وأنشطة أخرى لبناء التربة والمحافظة عليها. إن المستنبتات المختلطة للكائنات الدقيقة النافعة مثل البكتيريا الضوئية (Rhodopseudomonas sp) وبكتيريا حمض اللاكتيك (lactobacillus sp.) والخمائر (saccharomyces sp.) والفطريات المتخمرة يمكنها تحسين خصوبة التربة وإنتاجية النباتات. كما تستخدم الميكروبات المنتجة (Productive Microbes) كأداة بديلة فعالة للتلاعب والتحكم في الإيكولوجيا الميكروبية لأنظمة معقدة متعددة.

### الحيوانات
قد تُحسن الطيور والحيوانات الأخرى، بتصرفاتها، الظروف في مواقف نمو متعددة وهي تعد، في هذه الحالات، نافعة. حيث تساعد الطيور في نشر البذور عن طريق تناول ثمار وحبوب النباتات ثم تخلف تلك البذور في فضلاتها. تقدم الحيوانات الأخرى مثل الراكون والدببة وغيرها فوائد مشابهة.

### النباتات
إن النباتات التي تؤدي وظائف إيجابية تعتبر نافعة أيضًا (إن تقنية زراعة النباتات المترافقة هي تقنية قائمة على مبدأ النباتات النافعة).

## المشكلات
في الزراعة، يحيط الجدل بمفهوم الحشرات النافعة. ويرجع هذا إلى تأثير الكيماويات الزراعية مثل مبيدات الحشرات ومبيدات الأعشاب والكميات الضخمة من الأسمدة الصناعية على المتعضيات التي تعد نافعة. يرى البعض، بالإشارة إلى انخفاض عدد المتعضيات المختلفة أو القضاء عليها كأثر جانبي للزراعة المعتمدة على الكيماويات الزراعية، أن هناك أضرارًا خطيرة تصيب النظام البيئي لدرجة أن الزراعة التقليدية ستصبح غير مستدامة. على سبيل المثال، إذا انخفض عدد النحل بسبب المبيدات الحشرية التي تستهدف الآفات الأخرى، فيحول ذلك دون التلقيح ولا تظهر المحاصيل. وإذا تم القضاء على الكائنات الدقيقة في التربة، فيحول ذلك دون تجديدها ويزيد الاعتماد على الوسائل الميكانيكية والكيميائية للحفاظ على خصوبتها. ولم يتم تحديد التأثير الطويل المدى الناتج عن هذه الظروف. تتواجد حاليًا المشروعات التجارية التي توفر الملقحات والأساليب الحيوية لمكافحة الآفات.

## وصلات خارجية
- http://www.pollinator.info/beneficials/beneficial.htm - beneficial insect information and vendors.
- http://entomology.ifas.ufl.edu/fasulo/woodypest/beneficl.htm نسخة محفوظة 10 مارس 2009 على موقع واي باك مشين. Predators, Parasitoids, Pathogens
- http://entomology.ifas.ufl.edu/fasulo/woodypest/nursery.htm نسخة محفوظة 6 أكتوبر 2011 على موقع واي باك مشين. Biological Control in the Nursery and Landscape
- http://entomology.ifas.ufl.edu/creatures/main/search_crop.htm#beneficial Beneficial Organisms